# Intel 80487
 (février 2013).
Si vous disposez d'ouvrages ou d'articles de référence ou si vous connaissez des sites web de qualité traitant du thème abordé ici, merci de compléter l'article en donnant les références utiles à sa vérifiabilité et en les liant à la section « Notes et références ».

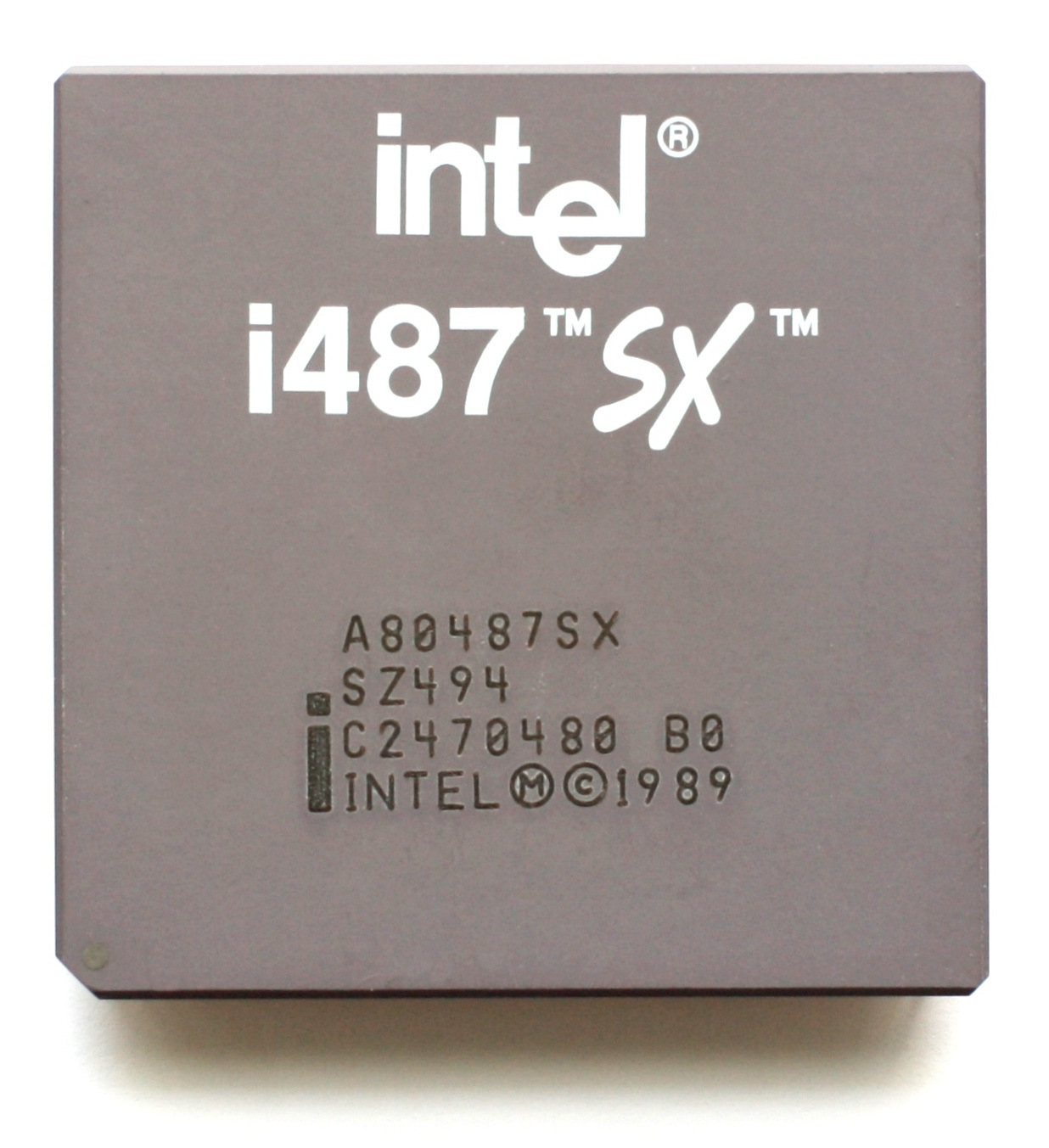
Intel i487SX

Intel 80487 est le coprocesseur mathématique de l'Intel 80486SX.
Au début de la production de l'Intel 80486, les processeurs n'ayant pas réussi une série de test étaient désignés comme 80486SX, processeur dont l'unité de calcul en virgule flottante avait été désactivée. Sous la dénomination Intel 80487 était caché un Intel 80486DX (ce dernier étant vendu plus cher sous son propre nom). Il comportait une broche qui mettait le 80486SX en sommeil ; le 80487 prenait alors en charge tous les traitements du processeur. Cependant, le 80487 n'acceptait pas de fonctionner en l'absence du 80486SX, bien que ce dernier fût devenu inutile). Ceci évitait que les coprocesseurs 80487 ne fussent revendus comme des 80486DX à un prix plus compétitifs que ceux pratiqués par Intel.